# イーグル (ストリートファイター)
イーグル（Eagle）は、カプコンの対戦型格闘ゲーム『ストリートファイター』シリーズなどに登場する架空の人物。

## キャラクターの設定
初代『ストリートファイター』で初登場した英国紳士。英国ステージのCPU専用キャラクターで、バーディーを倒した後に登場する。
成金貴族に用心棒として雇われている棒術の達人で、常に2本の短い棒を携帯。紳士的な外見と口調とは裏腹に、闘いに関しては冷酷な一面を持つ。口髭を生やし、左頬に傷がある。
服装は白いワイシャツとネクタイ（初代『ストリートファイター』のみボウタイで、後の作品ではアスコットタイ）、サスペンダー付きのズボンを着用している。
『CAPCOM VS. SNK 2 MILLIONAIRE FIGHTING 2001』（以下『CAPCOM VS. SNK 2』と表記）では初代『ストリートファイター』以来の再登場を経て使用キャラクターになるが、その際は男色家のような言動という新たなキャラクター造形がなされている。同作では専用の対戦デモにて、ザンギエフとは「マンチェスターブラック」と「ダブルラリアット」のぶつかり合いをし、チャン・コーハンとは「セントアンドリューグリーン」でチャンが飛ばしてきた鼻くそを打ち返す。前作『カプコン バーサス エス・エヌ・ケイ ミレニアムファイト 2000』発売前の時点でイーグルが登場することは決まっており、早い段階で制作がスタートしていた。
『ストリートファイターZERO3』（以下『ZERO3』と表記）のゲームボーイアドバンス版『ZERO3↑』では追加キャラクターとして登場。洗練されたデュエル（決闘）を求めて世界を旅し、ガイルやサガットと拳を交え、最後はベガに立ち向かう。その後、PlayStation Portableで発売された『ZERO3↑↑』にて新たに追加されたエンディングでは、ガイルと共にナッシュを救出して戦友になる。専用の対戦デモも前述した『CAPCOM VS. SNK 2』でのザンギエフのものに加えて、「カンタベリーブルー」でサガットの攻撃を受け流すものが追加された。『ZERO3』でのイーグルは『CAPCOM VS. SNK 2』のカラーバリエーションを流用しているために、ISMごとのカラーバリエーションが無い。また『ZERO3』では『CAPCOM VS. SNK 2』と比較すると男色家属性は抑えられている。
初代『ストリートファイター』のプランナーである松本裕司によると、キャラクターイメージはブルース・リーの映画に登場するジェントルマン。

## ゲーム上の特徴
攻撃方法はほとんどが棍棒の打撃によるもので、蹴り技を一切持っていない。使用キャラクターのときにキックボタンを押した場合は、棒での下方向への攻撃になる。
初代『ストリートファイター』では、「波動拳」をガードしても体力が全く削られない特性があった。

## 技の解説

### 投げ技
フールオンパイル
相手を押し倒して、棍で腹部を突く技。
パーカッションフール
相手をつかんで、棍で頭を殴りつける。
（名称不明）
『ZERO3』で使用する空中投げ。空中で相手を押し倒して、棍で腹部を突いて叩き落す技。

### 必殺技
これらの技名は「イギリスの地名＋色の名前」という構成になっている。
マンチェスターブラック
棍を両手に持ったまま回転する。初代『ストリートファイター』での名称は「スピンアタック」。『ZERO3↑↑』のみV-ISMのZEROカウンターとしても使用可能。
カンタベリーブルー
片手で棍を回転させて、相手の攻撃を受け流す防御技。弱Pで上方、中Pで前方、強Pで下方向からの攻撃を防御して、ボタンを離すとその方向に攻撃する。ボタン押しっ放しで防御体制を維持、ボタンを離すと攻撃する。『ZERO3↑↑』のみX-ISMでは使用不可。
オックスフォードレッド
前方に突進して、棍で何度も突く技。
リバプールホワイト
軽く前方にジャンプして、落下の勢いをつけて棍を振り下ろす中段技。
セントアンドリューグリーン
ゴルフのスイングの要領で棍を振るって攻撃する。相手の飛び道具を打ち返す能力も持つが、スーパーコンボやコーディーの「バッドストーン」は跳ね返せない。『ZERO3↑↑』のみX-ISMでは使用不可。

### スーパーコンボ
マンチェスターゴールド
「マンチェスターブラック」の強化版。オーラを纏った棍を両手に持ったまま、回転する。X-ISM対応のスーパーコンボでもある。
ユニオンジャックプラチナム
「オックスフォードレッド」の強化版。棍での打撃から連続突きに繋ぐ。

## 他のメディアでのイーグル
中平正彦の漫画『ストリートファイターZERO』ではパリ市内のストリートファイトで連勝するが、その後行われたバルログの館の格闘大会でアドンに敗北している。なお、この作品でのイーグルの服装は初代『ストリートファイター』のものとなっている。

## 登場作品
- ストリートファイター
- CAPCOM VS. SNK 2 MILLIONAIRE FIGHTING 2001
- ストリートファイターZERO3↑ - GBA版のみに隠しキャラクターとして登場する。
  - ストリートファイターZERO3↑↑（PSP）
- SNK VS.CAPCOM カードファイターズ2 EXPAND EDITION
- SNK VS. CAPCOM カードファイターズDS

なお、『CAPCOM FIGHTING Jam』ではサガットと烈ともども初代『ストリートファイター』の代表としてプレイヤーキャラクター候補に挙がっていたが、没になっている。